# Panneau signalant un passage à niveau muni de barrières en France
Pour les articles homonymes, voir A7.
Le panneau de signalisation routière français  présentant une forme de triangle équilatéral dont le côté inférieur est horizontal, bordé par une bande rouge et portant en son centre un pictogramme représentant une barrière indique à l'usager de la route la proximité d'un passage à niveau muni de barrières et gardé. Ce panneau est codifié A7.
Il est situé à une distance d’environ 150 mètres en rase campagne et 50 mètres en agglomération.

## Usage

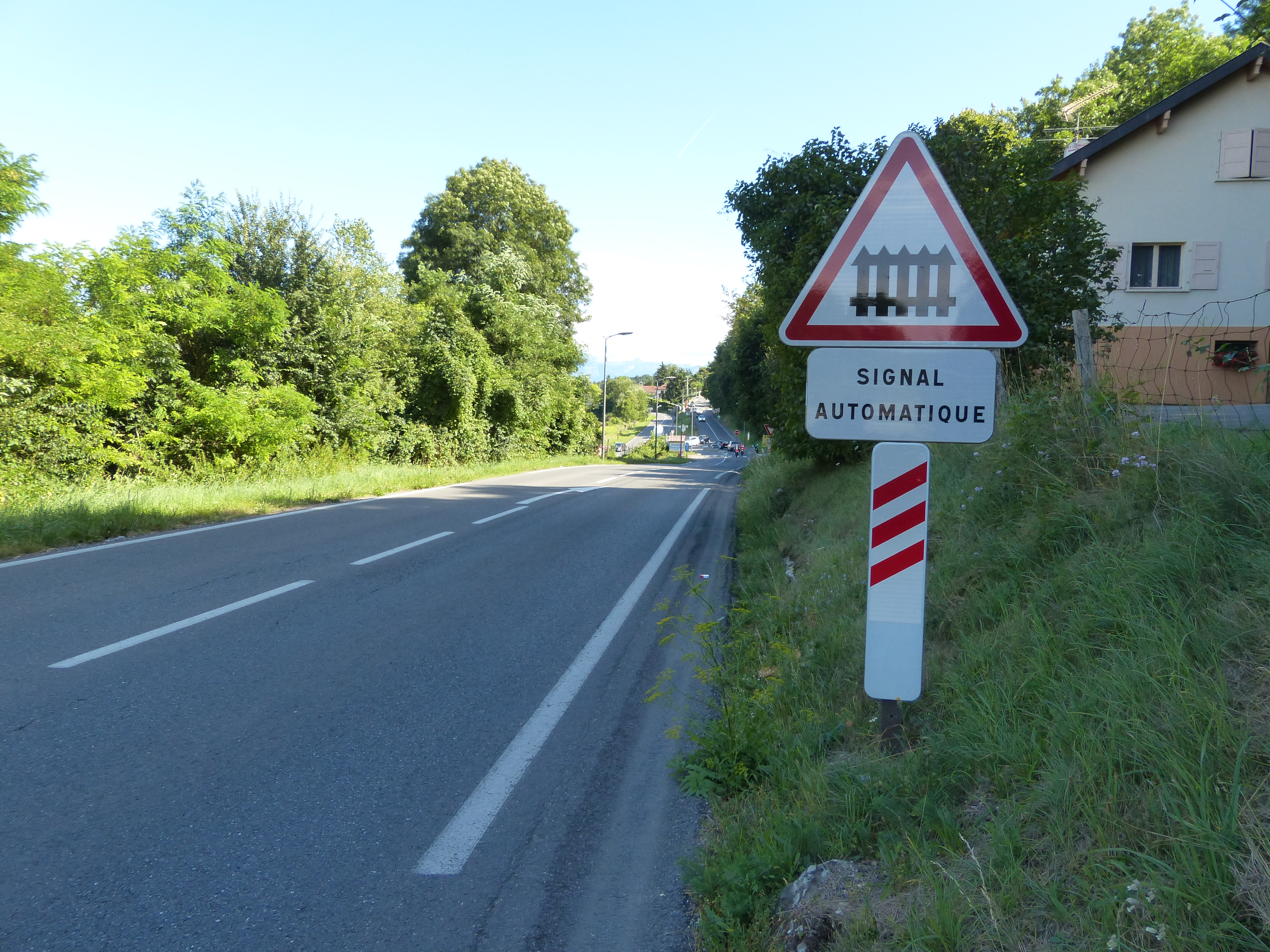
Panneau A7 sur balise J10

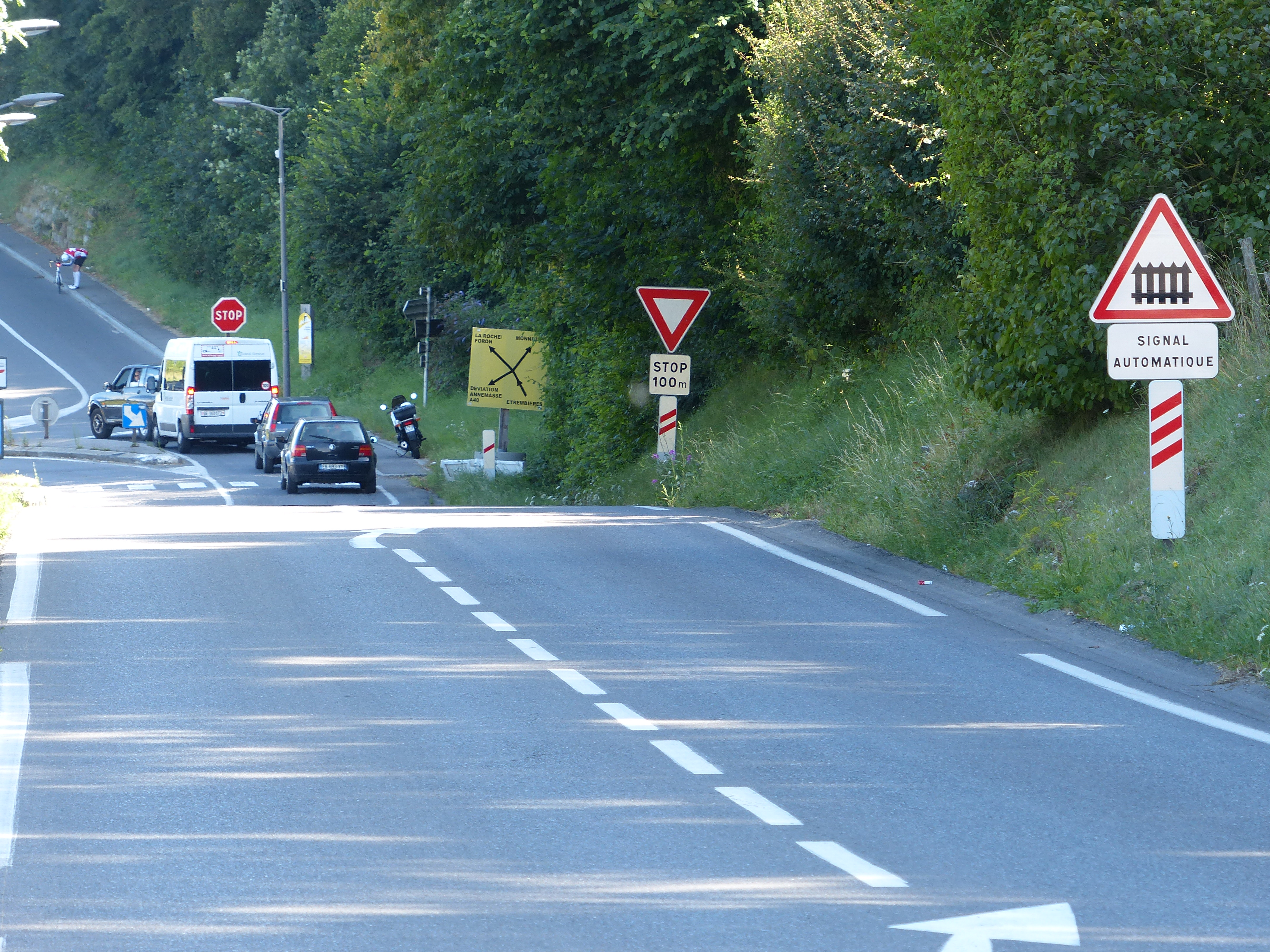
Panneau A7, et les deux balises J10 suivantes

La signalisation avancée (A7bis) est constituée par le panneau A7 complété par des balises J10 comportant des bandes rouges obliques sur fond blanc. La pente descendante de ces bandes est orientée vers l'axe de la chaussée.
La signalisation de position est constituée par les barrières dont est doté tout passage à niveau gardé. Ces barrières sont peintes en blanc et rouge.

## Histoire
Sur le plan international le panneau de passage à niveau muni de barrières est normé dans le protocole de Genève signé en 1949. Il a sensiblement la forme définitive qui sera reprise en 1968. Il est codifié 1.8.
Côté français, le panneau correspondant est déjà apparu avec l’instruction générale de 1946, avec un fond crème et un listel bleu.
Le panneau est ensuite modifié avec la circulaire du 19 janvier 1952. Il est alors codifié A6 (au lieu de A7) présente le même pictogramme relativement proche de celui en vigueur actuellement, mais sur un fond crème et avec un listel rouge très étroit. Il sera codifié A2 dans l’instruction générale sur la signalisation routière de 1955.
La forme définitive du panneau est arrêtée sur le plan international par la convention sur la signalisation routière conclue à Vienne le 8 novembre 1968, que la France a ratifiée le 9 décembre 1971, sous le code A7a.
La France transpose les dispositions de la convention de Vienne dans sa réglementation avec l’arrêté du 6 juin 1977 qui adopte le fond blanc, le large listel rouge et affecte au panneau le nouveau code A2.
En 1986, un deuxième panneau est créé. Le panneau A2 devient A7 et un panneau A2b est créé pour l’annonce de ralentisseur de type dos d’âne.

A3 - Instruction générale de 1946 (France) – Modèle périmé
A3 - Circulaire du 19 janvier 1952 (France) – Modèle périmé
A7 - Arrêté des 6 et 7 juin 1977 (France) - Modèle en vigueur

### Galerie de portraits
Cette rubrique a pour vocation à recueillir des photos de terrain de panneaux  A7 encore en place ou bien stockés par des collectionneurs. Avant 1952, les graphismes dépendaient du fabricant, il peut être intéressant de découvrir des variantes. Pour cela il convient également de relever l’année de fabrication et le nom du fabricant, ces deux informations sont au dos du panneau. Cette rubrique peut aussi remplir le rôle de bêtisier.

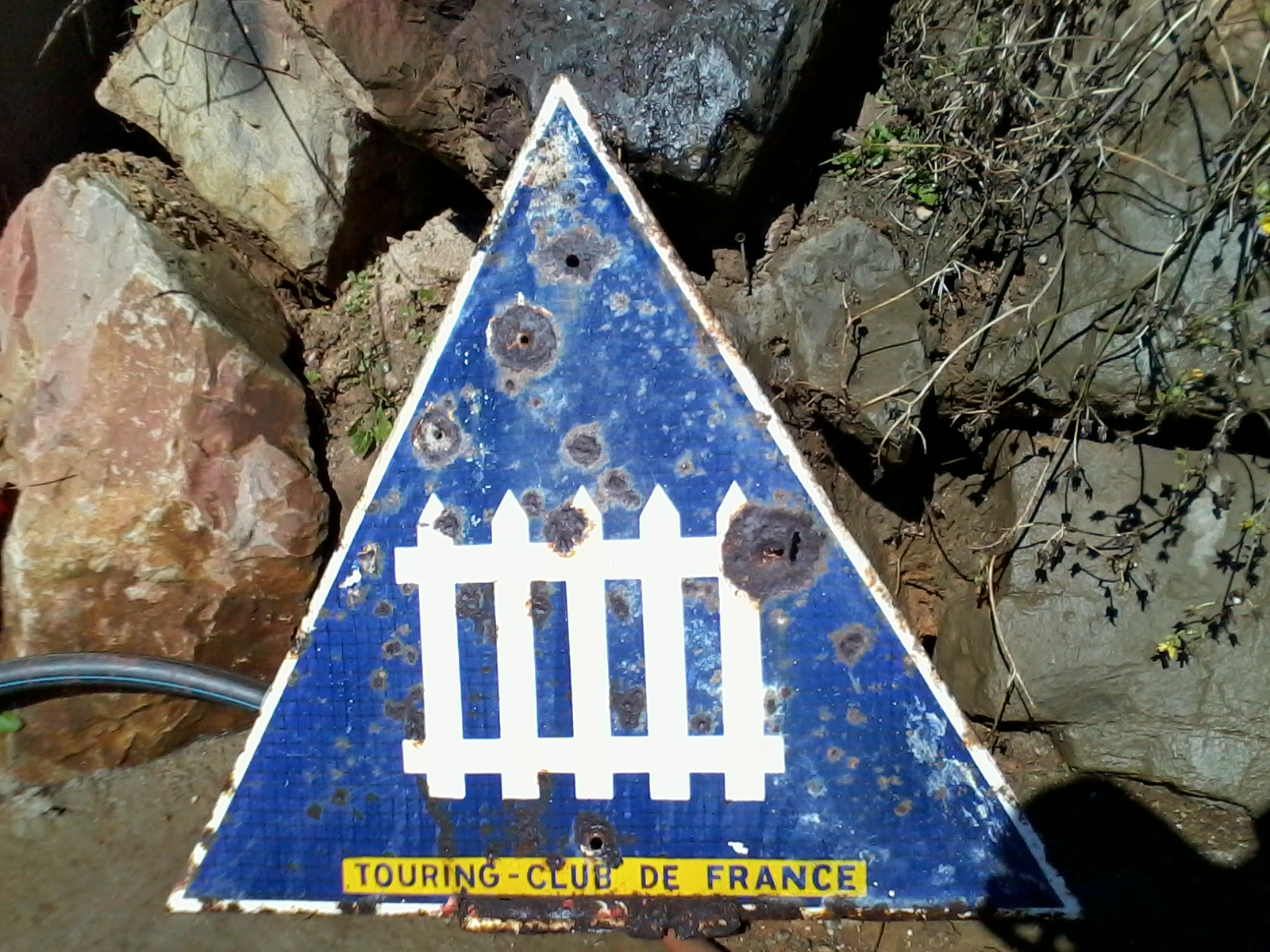
Panneau signalant un passage à niveau muni de barrières, années 1930, don du Touring Club de France
Panneaux A7 et M9z "Signal Automatique"

## Habilitation à la mise en place de panneaux de danger
Les panneaux de signalisation de danger sont placés par les services de voirie de l'administration compétente, sans l'intervention d'un arrêté de réglementation.

## Dimensions
Comme pour tous les panneaux de signalisation de danger, il existe cinq gammes de dimensions de panneaux A7.
| Gamme       | Largeur du côté du triangle |
| ----------- | --------------------------- |
| Très grande | 1 500 mm                    |
| Grande      | 1 250 mm                    |
| Normale     | 1 000 mm                    |
| Petite      | 700 mm                      |
| Miniature   | 500 mm                      |

Dimensions d'un panneau de danger de gamme normale.

Dans le cas le plus général, c’est la gamme normale qui est utilisée.
Les panneaux de la grande gamme sont normalement employés sur les routes à plus de deux voies et sur certaines routes nationales à deux voies désignées à cet effet par décision du ministre de l'Équipement.
Les panneaux de la petite gamme sont utilisés quand il y a des difficultés pour l'implantation de panneaux de la gamme normale (rangée d'arbres près de la chaussée, route de montagne, accotements réduits, en tunnels, trottoirs étroits, etc.).

## Implantation

### Distance du danger
Les panneaux de danger A7, comme tous les panneaux de danger hormis le panneau A18, sont toujours implantés à une distance du danger de :
- Hors agglomération, entre 100 et 200 m, aussi proche que possible de 150 m, sauf difficultés spéciales sérieuses ou avantages marqués à la modifier, notamment pour améliorer la visibilité du signal ou pour tenir compte de la vitesse des véhicules.

Des balises J10 comportant des bandes obliques rouges permettent de situer la distance du danger. Leur implantation dépendent de la distance entre le panneau A7 et le Passage à niveau :
Si celui-ci est placé entre 100 et 200 m, la distance permet de mettre 3 balises, la première comporte donc 3 bandes rouges et est confondue avec la panneau A7. les deux autres, implantées aux deux tiers et au tiers de la distance séparant le panneau A7 du passage à niveau comportent respectivement deux et une seule bande rouge.
Les distances des balises sont ainsi respectivement de 150, 100 et 50 mètres selon l'implantation du panneau A7.
Si celui-ci est placé à une distance entre 50 et 100 m, la distance ne permet de mettre que 2 balises, la première comporte donc 2 bandes rouges et est confondue avec la panneau A7. l'autre est implantée à mi-distance  séparant le panneau A7 du passage à niveau et a une seule bande rouge.
Les distances des balises sont ainsi respectivement de 100 et 50 mètres selon l'implantation du panneau A7. 
Si celui-ci est placé à une distance inférieure à 50 m, la distance ne permet de mettre qu'une seule balise, elle comporte donc 1 bande rouge et est confondue avec la panneau A7.
Ces cas d'implantations particulières permettent d'avoir une cohérence dans l'ensemble de la signalisation : une bande = environ 50 m de distance avec le passage à niveau. On les trouve dans des situations où le passage à niveau est située très proche d'une intersection et où le panneau A7 est abordé à une vitesse réduite.
- En agglomération il n'y a normalement pas de balises car la vitesse est réduite. Il est possible de trouver une signalisation équivalente à la situation hors agglomération quand la situation des lieux le permet et que le passage à niveau est susceptible d'être abordé à une vitesse plus importante.

### Côté de la chaussée
Si le tracé de la route est sinueux, le panneau A7 et le balisage peuvent être installés à droite et à gauche de la chaussée.

### Distance latérale

Implantation d'un panneau de danger sur accotement en rase campagne

Sauf contrainte de site, la distance entre l'aplomb de l'extrémité du panneau situé du côté de la chaussée et la rive voisine de cette extrémité ne doit pas être inférieure à 0,70 m.
En rase campagne, les panneaux sont placés en dehors de la zone située en bord de chaussée et traitée de telle façon que les usagers puissent y engager une manœuvre de redirection ou de freinage dite « zone de récupération », ou leur support au minimum à 2 m du bord voisin de la chaussée, à moins que des circonstances particulières s'y opposent (accotements étroits, présence d'une plantation, d'une piste cyclable, d'une voie ferrée, etc.).
En agglomération les panneaux sont implantés de façon que le support gêne le moins possible la circulation des piétons.

### Hauteur au-dessus du sol

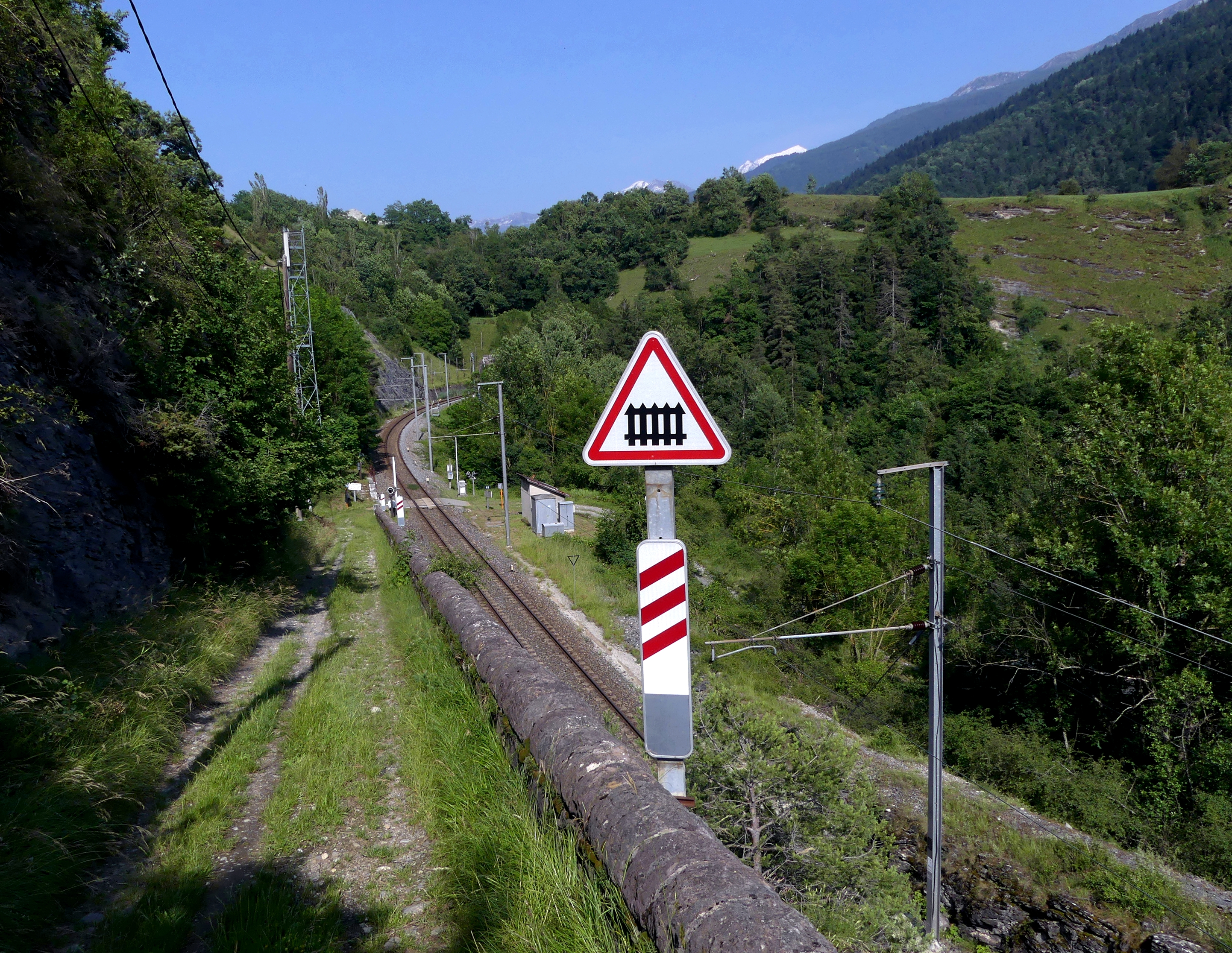
Panneau A7 et balises J10 sur un chemin rural de montagne.

#### En rase campagne
La hauteur règlementaire est fixée en principe à 1 m (si plusieurs panneaux sont placés sur le même support, cette hauteur est celle du panneau inférieur), hauteur assurant généralement la meilleure visibilité des panneaux frappés par les feux des véhicules.
Elle peut être modifiée compte tenu des circonstances locales :
- soit pour assurer une meilleure visibilité des panneaux,
- soit pour éviter qu'ils masquent la circulation.

#### En agglomération
Dans les agglomérations bénéficiant d'un éclairage public, les panneaux peuvent être placés à une hauteur allant jusqu'à 2,30 m pour tenir compte notamment des véhicules qui peuvent les masquer, ainsi que de la nécessité de ne gêner qu'au minimum la circulation des piétons.

#### Position de la face
Le plan de face avant d'un panneau implanté sur accotement ou trottoir doit être légèrement incliné de 3 à 5° vers l'extérieur de la route afin d'éviter le phénomène de réflexion spéculaire qui peut, de nuit, rendre le panneau illisible pendant quelques secondes.

## Envers du panneau
L’envers du panneau ne doit pas appeler l’attention. Les couleurs de l’envers, du bord tombé et du contre listel de fabrication doivent être neutres et ne pas reprendre celles utilisées en signalisation routière.
L'envers ne peut comporter qu'un marquage de certification règlementaire (voir ci-après), à l’exclusion de tout autre inscription ou toute publicité.
Sur l’envers du panneau figurent les systèmes de fixation sur le support. Ce sont en général des rails collés : 2 rails pour les panneaux 500, 700, 1 000 et 1 250 mm (avec 2 brides de fixation), 3 rails pour le panneau 1 500 mm (avec 3 brides de fixation).

## Visibilité de nuit
Les panneaux et panonceaux de signalisation doivent être visibles et garder le même aspect de nuit comme de jour. Les signaux de danger sont tous rétroréfléchissants ou éventuellement dans certaines conditions définies ci-dessous, éclairés.
Les revêtements rétroréfléchissants doivent avoir fait l'objet, soit d'une homologation, soit d'une autorisation d'emploi à titre expérimental. La rétroréflectorisation porte sur toute la surface des panneaux et panonceaux à l'exception des parties noires ou grises.

### La classe 2
La classe 2 est obligatoire pour tous les panneaux et panonceaux :
- implantés à plus de deux mètres de hauteur,
- implantés sur autoroutes et sur routes à grande circulation, quelle que soit leur hauteur.
- En agglomération, implantés dans les sections où la vitesse est relevée à 70 km/h.

Cette technologie a un coefficient de rétroréflexion trois fois supérieur à la classe 1, ce qui permet une détection beaucoup plus efficace et augmente la distance de lisibilité de 15 à 20 % à l'état neuf. La comparaison au bout de cinq ou dix ans montre un avantage encore plus important pour la classe 2.

### La classe 1
La classe 1 est obligatoire pour tous les panneaux implantés dans des zones où la classe 2 ne l’est pas.

## Homologation et certification

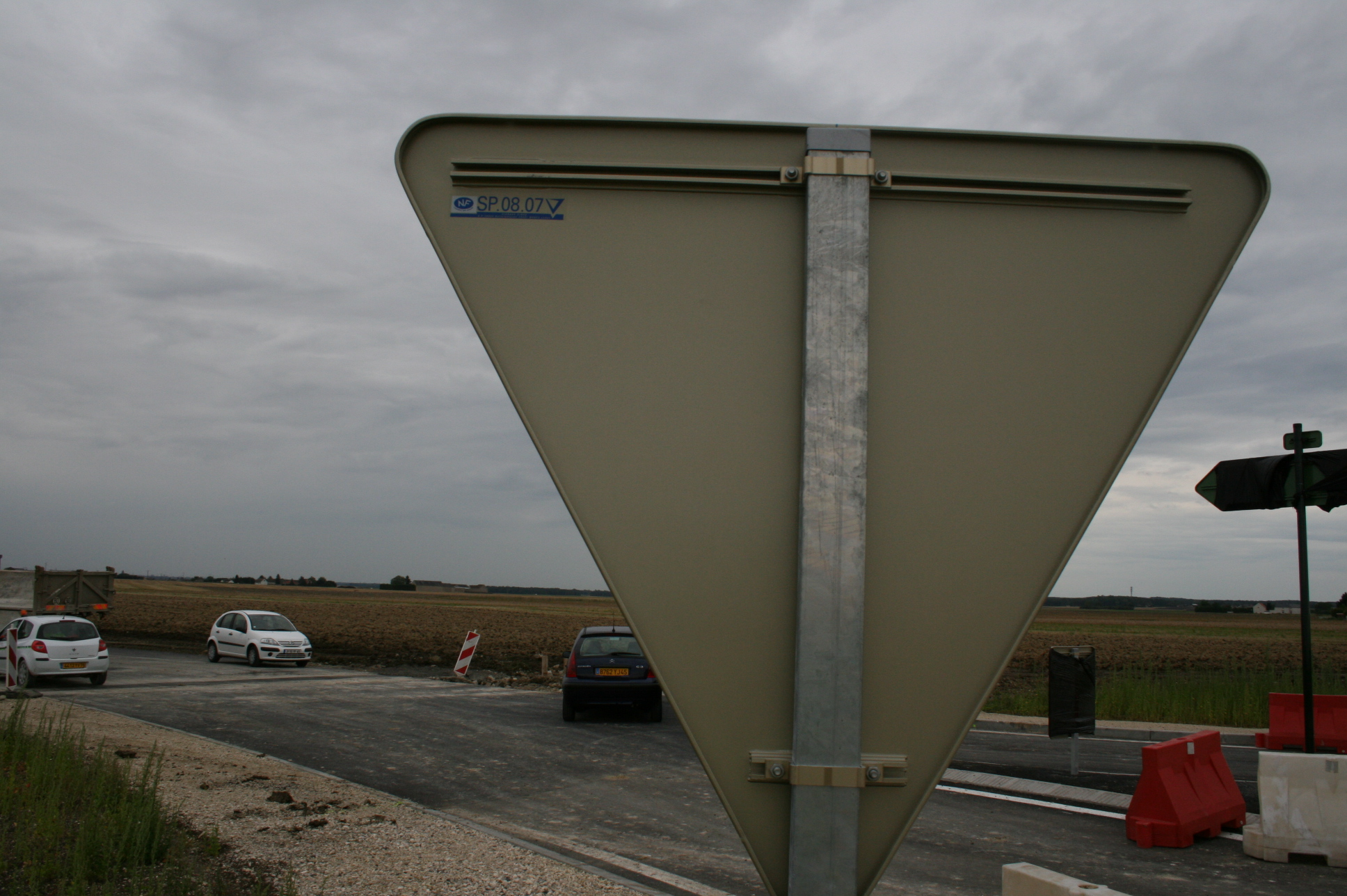
Marquage de la norme NF et de son numéro d'admission au dos d'un panneau français

Depuis 1978, l’homologation ministérielle des équipements de la route est obligatoire sur l’ensemble des voies routières françaises. La certification NF remplace progressivement l’homologation. Ainsi, depuis 1995, la certification vaut homologation pour les équipements de signalisation routière.
Pour l’ensemble des panneaux de signalisation permanente et donc en particulier pour les panneaux de signalisation de danger, la certification NF - Equipements de la Route est obligatoire ; s'y ajoute le marquage CE (norme européenne) depuis 2013.
Au dos du panneau doivent donc figurer obligatoirement les marques de certification à savoir :
- Le numéro d’admission du produit : catégorie du produit (SP dans le cas présent, pour signalisation de police), et numéro d’ordre.
- L’identification du site de fabrication du produit (en clair),
- L’identification du titulaire (facultatif)
- L’année de fabrication (deux derniers chiffres)

#### Arrêté du 24 novembre 1967 et Instruction Interministérielle sur la Signalisation Routière (versions actualisées)
- Arrêté du 24 novembre 1967 relatif à la signalisation des routes et autoroutes : Arrêté, juin 2022, 69 p. (lire en ligne) - Annexe - liste des signaux routiers, juin 2022, 81 p. (lire en ligne)
- 1re partie : Généralités, juin 2022, 62 p. (lire en ligne)
- 2e partie : Signalisation de danger, juin 2022, 26 p. (lire en ligne)

#### Histoire de la signalisation
- Marina Duhamel-Herz, Un demi-siècle de signalisation routière : naissance et évolution du panneau de signalisation routière en France, 1894-1946, Paris, Presses de l’École nationale des Ponts et Chaussées, décembre 1994, 151 p. (ISBN 2-85978-220-6)
- Marina Duhamel-Herz et Jacques Nouvier, La signalisation routière en France : de 1946 à nos jours, Paris, AMC Éditions, novembre 1998, 302 p. (ISBN 2-913220-01-0)